# Emarginea partitella
Emarginea partitella is een vlinder uit de familie van de uilen (Noctuidae). De wetenschappelijke naam van deze soort is voor het eerst voorgesteld als Thalpochares partitella door Peter Maassen in een publicatie uit 1890.
De soort komt voor in Peru.